# Porthos (Star Trek)
Porthos is de hond van kapitein Jonathan Archer uit de televisieserie Star Trek: Enterprise. Hij is in de serie geboren in het jaar 2148, in een nest van vier puppy's. Hij is vernoemd naar een van de drie musketiers. Porthos is een Beagle, "gespeeld" door drie beagles: Prada, Breezy en Windy.
Porthos gaat met zijn baas, Jonathan Archer, mee op het ruimteschip Enterprise in 2151. Hij is dol op kaas, vooral op Cheddar, Monterrey Jack en Gruyère, maar kan er niet goed tegen en wordt er regelmatig ziek van.
De hond heeft in tientallen afleveringen van Star Trek: Enterprise meegespeeld. In de aflevering A Night in Sickbay van het tweede seizoen speelt het hondje een centrale rol. In deze aflevering wordt Porthos ziek van een buitenaardse ziektekiem nadat hij met Archer de planeet van de Kreetassanen heeft bezocht. Hij wordt gered door dokter Phlox, die hem opereert door hem in een watertank te stoppen en een klier van een Calrissiaanse kameleon te transplanteren.

## Trivia
- In de film Star Trek (2009) maakt Montgomery Scott de opmerking dat hij de beagle van admiraal Archer via transwarp had overgestraald. Dit kan praktisch gezien  niet Porthos betreffen, omdat er een eeuw zit tussen beide verhalen.[1] De beagle raakt overigens kwijt tijdens het overstralen, alhoewel in het boek en de strip die bij de film horen, de hond weer veilig en wel terugkeert op de Enterprise.[2]
- In een van stripboeken van Star Trek reist Porthos terug in de tijd om de dan achtjarige Jonathan Archer te redden. Een eveneens tijdreizende Suliban duwt Archer namelijk het ijs op, waarna Archer er doorheen zakt. Porthos redt zijn toekomstige baasje door hem uit het water te trekken.[2]
- Bemanningslid T'Pol is allergisch voor honden[3] en heeft last van de geur. Uiteindelijk weet ze toch een manier te vinden om met Porthos om te gaan.